# St Patrick's Athletic Football Club
Il St Patrick's Athletic Football Club, meglio noto come St. Patrick's, è una società calcistica irlandese con sede nella città di Dublino. Gioca nella FAI Premier Division, la prima divisione del calcio irlandese.
Il club, fondato nel 1929, ha sede nel sobborgo dublinese di Inchicore e gioca le sue partite casalinghe al Richmond Park in tenuta bianco-rossa. Il soprannome più ricorrente è The Saints o Pats.
Il St. Patrick's ha vinto otto campionati, l'ultimo dei quali nel 2013, mentre nel 2014 ha conquistato la sua terza Coppa d'Irlanda.

## I Saints in Europa
In UEFA Champions League non ha mai superato il primo turno preliminare, subendo nel 1999 anche un umiliante doppio 5-0 dallo Zimbru Chisinau.
Le maggiori soddisfazioni le ha ottenute nella stagione 2008-2009, superando i primi due turni preliminari della Coppa UEFA 2008-2009 contro l'Olimps Riga e la squadra svedese dell'Elfsborg, che solo l'anno prima aveva raggiunto la fase a gironi di tale competizione. Memorabile la partita di ritorno in casa del Pats, in cui negli ultimi minuti i gol di Jason Gavan e Mark Quigley regalarono la qualificazione ai dublinesi, la prima per un club proveniente dall'Irlanda. Il turno successivo fu contro l'Hertha Berlino, squadra troppo forte, almeno sulla carta, per la squadra dell'Inchicore. Eppure a Berlino i Saints riescono a limitare i danni perdendo solo 2-0, mentre al ritorno, giocato allo stadio RDS di Dublino, i Pats giocano una grande partita, colpendo 2 pali, e pareggiando 0-0. In quella partita si metterà in mostra il talento di Keith Fahey, che a gennaio lascerà i Pats per andare al Birmingham City FC. In campionato il Pats raggiunge il secondo posto alle spalle dei Bohemians, che permette ai bianco-rossi di giocare l'Europa League 2009-2010 partendo dal secondo turno preliminare.
Nella stagione successiva il St. Patrick's partecipa alla neonata Europa League. Nel secondo turno di qualificazione l'avversario sorteggiato è il Valletta FC, squadra maltese. Il St Patrick's gioca la gara d'andata in casa, in cui non va oltre l'1-1. Nel ritorno, un gol di Declan O'Brien regala ai Saints la qualificazione, contro i russi del Krylya Sovetov. Nella gara di andata il St Patrick's vince grazie ad un gol di O'Brien, mentre nel ritorno, sotto di 3 gol, un autogol e il gol ancora di O'Brien regala ai Saints la possibilità di andare all'ultimo turno di qualificazione, contro i rumeni della Steaua Bucarest.

## Tifosi
Il St.Patrick's può contare su un buon numero di tifosi, che accorrono sempre numerosi nelle partite casalinghe. Il gruppo più caldo è il S.E.I. (Shed Ends Invincibles), che può contare un gruppo Ultras pari solo a quello degli Shamrock Rovers e dello Sligo Rovers, le tifoserie con le quali c'è maggiore rivalità. Il gemellaggio con la tifoseria italiana è: il Ravenna

## Organico

### Rosa 2025
| N. |                        | Ruolo | Calciatore             |
| -- | ---------------------- | ----- | ---------------------- |
| 1  | Irlanda (bandiera)     | P     | Danny Rogers           |
| 2  | Irlanda (bandiera)     | D     | Sean Hoare             |
| 3  | Irlanda (bandiera)     | D     | Anto Breslin           |
| 4  | Irlanda (bandiera)     | D     | Joe Redmond (capitano) |
| 5  | Inghilterra (bandiera) | D     | Tom Grivosti           |
| 6  | Irlanda (bandiera)     | C     | Jamie Lennon           |
| 7  | Irlanda (bandiera)     | C     | Zachary Elbouzedi      |
| 8  | Irlanda (bandiera)     | C     | Chris Forrester        |
| 9  | Irlanda (bandiera)     | A     | Mason Melia            |
| 10 | Irlanda (bandiera)     | C     | Kian Leavy             |
| 11 | Irlanda (bandiera)     | C     | Jason McClelland       |
| 14 | Irlanda (bandiera)     | C     | Brandon Kavanagh       |
| 15 | Irlanda (bandiera)     | A     | Conor Carty            |

| N. |                             | Ruolo | Calciatore      |
| -- | --------------------------- | ----- | --------------- |
| 17 | Inghilterra (bandiera)      | C     | Romal Palmer    |
| 18 | Irlanda (bandiera)          | A     | Aidan Keena     |
| 19 | Irlanda del Nord (bandiera) | C     | Barry Baggley   |
| 20 | Irlanda (bandiera)          | C     | Jake Mulraney   |
| 21 | Svezia (bandiera)           | D     | Axel Sjöberg    |
| 23 | Irlanda del Nord (bandiera) | D     | Ryan McLaughlin |
| 24 | Irlanda (bandiera)          | D     | Luke Turner     |
| 25 | Irlanda (bandiera)          | C     | Simon Power     |
| 30 | Inghilterra (bandiera)      | D     | Al-Amin Kazeem  |
| 31 | Irlanda (bandiera)          | A     | Billy Hayes     |
| 32 | Irlanda (bandiera)          | D     | Billy Canny     |
| 40 | Irlanda (bandiera)          | P     | Matt Boylan     |
| 94 | Ghana (bandiera)            | P     | Joseph Anang    |

## Palmarès

### Competizioni nazionali
- Campionato irlandese: 8

1951-1952, 1954-1955, 1955-1956, 1989-1990, 1995-1996, 1997-1998, 1998-1999, 2013
- Coppa d'Irlanda: 5

1958-1959, 1960-1961, 2014, 2021,  2023
- Coppa di Lega irlandese: 4

2000-2001, 2003, 2015, 2016
- Supercoppa d'Irlanda: 1

2014
- Scudo di Lega irlandese: 1

1959-1960
- FAI Super Cup: 1

1999

### Competizioni regionali
- Leinster Senior Cup: 9

1947-1948, 1982-1983, 1986-1987, 1989-1990, 1990-1991, 1999-2000, 2011, 2018-2019, 2023-2024
- Dublin City Cup: 3

1953-1954, 1955-1956, 1975-1976

### Altri piazzamenti
- Campionato irlandese:

Secondo posto: 1960-1961, 1987-1988, 2007, 2008, 2021
Terzo posto: 1990-1991, 2001-2002, 2012, 2014, 2023, 2024
- Coppa d'Irlanda:

Finalista: 1953-1954, 1966-1967, 1967-1968, 1971-1972, 1973-1974, 1979-1980, 1996, 2003, 2006, 2012
Semifinalista: 1961-1962, 2008, 2010, 2011, 2016
- League of Ireland Cup:

Finalista: 1979-1980, 1992-1993
- Supercoppa d'Irlanda:

Finalista: 2015, 2022
- Setanta Sports Cup:

Finalista: 2009-2010
Semifinalista: 2007, 2014

## Statistiche e record

### Statistiche nelle competizioni UEFA
Tabella aggiornata alla stagione 2024-2025.
| Competizione                  | Partecipazioni | G  | V  | N | P  | RF | RS |
| ----------------------------- | -------------- | -- | -- | - | -- | -- | -- |
| UEFA Champions League         | 4              | 8  | 0  | 3 | 5  | 2  | 23 |
| Coppa delle Coppe             | 1              | 2  | 0  | 0 | 2  | 1  | 8  |
| Coppa UEFA/UEFA Europa League | 11             | 40 | 10 | 7 | 23 | 35 | 61 |
| UEFA Conference League        | 3              | 12 | 4  | 4 | 4  | 10 | 13 |
| Coppa delle Fiere             | 1              | 2  | 0  | 0 | 2  | 4  | 9  |
| Coppa Intertoto               | 1              | 4  | 2  | 0 | 2  | 6  | 6  |